# Werner Kamenz
Werner Kamenz (* 14. September 1960) ist ein ehemaliger deutscher Fußballspieler, der 1983 für Chemie Böhlen in der DDR-Oberliga, der höchsten Spielklasse im DDR-Fußball, aktiv war.

## Sportliche Laufbahn
Im DDR-weiten Fußballspielbetrieb tauchte Werner Kamenz 1982/83 zunächst in der Nachwuchsoberliga für die Betriebssportgemeinschaft (BSG) Chemie Böhlen auf. Erst gegen Ende der Saison gab Trainer Heinz Joerk dem 23-jährigen Mittelfeldspieler die Gelegenheit, in der 1. Mannschaft zwei Punktspiele in der Oberliga zu bestreiten. Nachdem die 1. Mannschaft im Sommer 1983 aus der Oberliga abgestiegen war, wurde Kamenz für die DDR-Liga-Saison 1983/84 offiziell in den Kader der 1. Mannschaft der BSG Chemie aufgenommen. Dort kam er in neun Ligaspielen zum Einsatz, wurde danach aber im Mai 1984 zum Wehrdienst in der Nationalen Volksarmee eingezogen. Nach seiner Entlassung kehrte Kamenz im November 1985 wieder zu Chemie Böhlen zurück und bestritt bis zum Juni 1986 noch sechs Spiele in der DDR-Liga. In den Spielzeiten 1986/87 und 1987/88 wurde er nur in einem bzw. dreizehn Ligaspielen eingesetzt. Erst in der Saison 1988/89 gelang es Kamenz, sich mit 26 Einsätzen bei 34 ausgetragenen Spielen in der DDR-Liga als Stammspieler zu etablieren. Dabei schoss er auch sein erstes Tor im Ligenbetrieb. Auch 1989/90 behielt er seinen Stammplatz, schied aber nach 22 Punktspielen und drei Toren noch während der laufenden Saison aus der Mannschaft von Chemie Böhlen aus. Da er nicht wieder in den höherklassigen Fußball zurückkehrte, weist seine Bilanz dort nur zwei Oberligaspiele ohne Torerfolg und 77 DDR-Liga-Spiele mit vier Toren auf.